# Lill-Gröningen, Jämtland
Lill-Gröningen är en sjö i Krokoms kommun i Jämtland och ingår i Indalsälvens huvudavrinningsområde.